# Comando Territorial dos Açores
O Comando Territorial dos Açores é a Unidade da Guarda Nacional Republicana implantada na Região Autónoma dos Açores. Herdou as competências anteriormente atribuídas ao Grupo Fiscal dos Açores, com origem estrutural no agrupamento das três  companhias independentes da Guarda Fiscal, que remota a 17 de Setembro de 1885. Tem sede em Ponta Delgada, Ilha S. Miguel, Açores.

## Estrutura territorial
O Comando Territorial dos Açores é constituído por três subunidades operacionais:
- Destacamento de Angra do Heroísmo[2]:
  - Posto Territorial da Praia da Vitória[3];
  - Posto Territorial de Velas;
  - Posto Territorial da Praia da Graciosa

- Destacamento da Horta:
  - Posto Territorial da Horta;
  - Posto Territorial de S. Roque do Pico;
  - Posto Territorial de S. Cruz das Flores;
  - Posto Territorial do Corvo

- Destacamento de Ponta Delgada:
  - Posto Territorial da Ponta Delgada;
  - Posto Territorial de Vila do Porto

## Missão
Sem prejuízo de outras missões que lhes sejam especialmente cometidas, tem por missão: vigilância da costa e do mar territorial; prevenção e investigação de infracções tributárias e aduaneiras; assegura o cumprimento das leis referentes à protecção e conservação do ambiente.